# Rybaki
Rybaki [pronunciación en polaco: /rɨˈbaki/] (en alemán: Schönfeld) es un pueblo en el distrito administrativo de Gmina Maszewo, dentro de Distrito de Krosno Odrzańskie, Voivodato de Lubusz, en Polonia occidental. Se encuentra aproximadamente a 4 kilómetros al noroeste de Maszewo, a 17 kilómetros al oeste de Krosno Odrzańskie, a 47 kilómetros al oeste de Zielona Góra, y a 77 kilómetros al sur de Gorzów Wielkopolski.